# Burni Simpang Tiga
Burni Simpang Tiga är ett berg i Indonesien.   Det ligger i provinsen Aceh, i den västra delen av landet, 1 600 km nordväst om huvudstaden Jakarta. Toppen på Burni Simpang Tiga är 2 645 meter över havet.
Terrängen runt Burni Simpang Tiga är bergig åt sydost, men åt nordväst är den kuperad.  Trakten runt Burni Simpang Tiga är nära nog obefolkad, med mindre än två invånare per kvadratkilometer. I omgivningarna runt Burni Simpang Tiga växer i huvudsak städsegrön lövskog.